# كلوكابرامين
كوكابرامين أو كلوفيكتون أو بادرازين، والمعروف أيضًا باسم 3-كلوركاربيبرامين هو مضاد غير نمطي للذهان من فئة إيميدوبنزيل ظهر لأول مرة في اليابان في عام 1974 بواسطة سركة يوشيتومي لعلاج الفصام. يُستخدم عقار كلوكابرامين أيضًا لزيادة فعالية مضادات الاكتئاب في علاج القلق والفزع بالإضافة إلى علاج الذهان.
وُجد أن كلوكابرامين يعمل كمضاد لمستقبلات D2و،5-HT2A ومستقبل 5-HT2A، ومستقبلات ألفا -1 الأدرينالية، ومستقبلات ألفا- 2 الأدرينالية، ولا تمنع استعادة السيروتونين أو افراز النورإبينفرين. كما ثبت أن لديه تقارب لمستقبلات سيغما. ووُجد أن تقارب كلوكابرامين لمستقبلات 5-HT2A أكبر من مستقبلات D2 وله ميل أقل لإحداث أعراض خارج السبيل الهرمي مقارنةً بمضادات الذهان النمطية، وبالتالي تأتير طبيعته غير النمطية.
قورن عقار كلوكابرامين في العديد من التجارب السريرية بمضادات الذهان الأخرى. فعند مقارنته بالهالوبيريدول، على الرغم من عدم وجود اختلاف كبير في الفعالية في نهاية الدراسة، إلا أن الكلوكابرامين يميل إلى أن يكون متفوقًا في تخفيف تخلف عقلي، وعسر النطق، واضطراب الفكر، و إحداث آثار جانبية بشكل أقل. وعند مقارنته بالسلبيريد، أظهر كلوكابرامين تأثيرات أكثر إيجابية في علاج كل من الأعراض الإيجابية والسلبية للفصام، بما في ذلك التخلف الحركي والوهام والهلوسة والعزلة الاجتماعية، على الرغم من أنها أنتجت المزيد من الآثار الجانبية. وعند مقارنته بالتيمبيرون، أظهر كلوكابرامين فعالية أقل ضد كل من الأعراض الإيجابية والسلبية وأنتج المزيد من الآثار الجانبية مثل خلل الحركة، والأرق، والإمساك، والغثيان.
تسبب كلوكابرامين في حدوث حالة وفاة واحدة على الأقل، وهي حالة انتحار بطعنتان نافذتان مع تناول جرعات زائدة من كلوكوبرامين بالذات بالإضافة إلى ثلاثة مضادات للذهان أخرى. كان لا يمكن لجروح الطعنة أن تفسر الوفاة في تلك الحالة، وبالتالي فقد عُزيت إلى تسمم الأدوية المتعددة نتيجة لجرعاتها الزائدة بدلاً من ذلك.